# Sid Meier’s Civilization IV: Beyond the Sword
Sid Meier’s Civilization IV: Beyond the Sword — второе дополнение к Civilization IV, выпуск которого состоялся в июле 2007 года. В русскоязычной локализации издании игра называется Civilization IV: Эпоха огня, которую выполнила компания 1С к 18 января 2008 года.

## Обзор
Beyond the Sword в основном привносит изменения в позднюю часть игры (в отличие от Warlords, где основные нововведения были в начальной части игры).

### Корпорации
Новая игровая особенность, прежде не появлявшаяся в серии. Корпорация чем-то схожа с религией, её можно основать, изучив необходимые технологии и имея определённого Великого Человека. Корпорации предоставляют доход, если имеются определённые ресурсы.

### Шпионаж
Самое крупное изменение претерпел шпионаж. Отныне каждая держава копит очки шпионажа против другой державы. На шпионаж можно настраивать бюджет по аналогии с наукой и культурой. При достижении определённого превосходства в очках начинают выполняться так называемые «пассивные шпионские миссии». Также, с открытием технологии «Алфавит», можно создать юнит «шпион» и с помощью него выполнить «активные шпионские задания». На него тратятся накопленные очки шпионажа и есть риск потерять шпиона и даже испортить отношения с другой державой. Стоимость миссии и риск зависят от соотношения очков шпионажа, у кого их больше, для того активные миссии дешевле и риск ниже и соответственно наоборот. Также на итоговый расход очков шпионажа, при активной шпионской миссии, могут влиять такие факторы, как расстояние города противника от границ державы игрока, единая или различные государственные религии (или их отсутствие), время нахождения конкретного шпиона в городе, где он намеревается выполнить задание.

### Случайные события
Теперь в любой момент в игре может произойти случайное событие, такое как наводнение, требования народа или женитьба с дочерью другого правителя. Есть нововведения, которые приносят только вред (пожар в городе), а есть те, которые приносят только пользу (нахождение полезного ископаемого в шахте). Также в некоторых случаях игрок волен сам выбирать свои действия. Кроме того, в дополнении появились задания (квесты), которые даются также случайным образом. Большинство квестов сводятся к необходимости построить определённое количество каких-либо зданий или юнитов. При выполнении квеста игрок получает награду, выбирая её, как правило, из нескольких вариантов.

### Поздний старт
Эту опцию разработчики включили по просьбе фанатов. В этом режиме игрок может начать играть с любой эпохи и при старте ему дадут определённое количество денег, на которое он может купить города, юниты, технологии, улучшения. После покупки, оставшиеся деньги переносятся в казну и игра идёт в нормальном режиме.

## Новые цивилизации и их лидеры
| Цивилизация               | Стартовые технологии     | Лидеры               | Характеристики             | Любимая парадигма        | Уникальный юнит                | Уникальное здание         | Столица         |
| ------------------------- | ------------------------ | -------------------- | -------------------------- | ------------------------ | ------------------------------ | ------------------------- | --------------- |
| Вавилон                   | Колесо, Земледелие       | Хаммурапи            | Полководец, Организатор    | Бюрократия               | Вавилонский лучник (Лучник)    | Сады (Стадион)            | Вавилон         |
| Португалия                | Рыболовство, Добыча руды | Жуан II              | Империалист, Экспансионист | Наследственное правление | Каракка (Каравелла)            | Фактория (Таможня)        | Лиссабон        |
| Голландия                 | Рыболовство, Земледелие  | Вильгельм I Оранский | Меценат, Финансист         | Свобода Совести          | Ост-Индиец (Галеон)            | Дамба (Плотина)           | Амстердам       |
| Индейцы                   | Рыболовство, Земледелие  | Сидящий Бык          | Философ, Защитник          | Охрана природы           | Пёс воин (Секироносец)         | Тотемный столб (Памятник) | Кахокия         |
| Цивилизация Майя          | Мистицизм, Добыча руды   | Пакаль II            | Экспансионист, Финансист   | Наследственное правление | Холькан (Копейщик)             | Игровое поле (Стадион)    | Мутуль (Тикаль) |
| Шумерское царство         | Колесо, Земледелие       | Гильгамеш            | Меценат, Защитник          | Наследственное правление | Воин Коршуна (Секироносец)     | Зиккурат (Суд)            | Ур              |
| Византия                  | Колесо, Мистицизм        | Юстиниан I           | Империалист, Мистик        | Теократия                | Катафрактарий (Рыцарь)         | Ипподром (Театр)          | Константинополь |
| Священная Римская империя | Мистицизм, Охота         | Карл Великий         | Империалист, Защитник      | Вассальная зависимость   | Ландскнехт (Пикинёр)           | Ратуша (Суд)              | Ахен            |
| Эфиопия                   | Охота, Добыча руды       | Зара Якоб            | Меценат, Организатор       | Теократия                | Воин-оромо (Мушкетёр)          | Стела (Памятник)          | Аксум           |
| Кхмерская империя         | Охота, Добыча руды       | Сурьяварман II       | Меценат, Экспансионист     | Организованная религия   | Слон с баллистой (Боевой слон) | Барай (Акведук)           | Яшодхарапура    |

## Новые лидеры
| Цивилизация | Лидер           | Характеристики              | Любимая парадигма            |
| ----------- | --------------- | --------------------------- | ---------------------------- |
| Американцы  | Авраам Линкольн | Вдохновитель, Философ       | Эмансипация                  |
| Османы      | Сулейман I      | Империалист, Философ        | Наследное правление          |
| Греция      | Перикл          | Меценат, Философ            | Представительное правление   |
| Кельты      | Боудикка        | Вдохновитель, Полководец    | Всеобщее избирательное право |
| Франция     | Шарль де Голль  | Вдохновитель, Хозяйственник | Национализм                  |
| Персия      | Дарий I         | Финансист, Организатор      | Свобода совести              |

## Отзывы
| Сводный рейтинг | Сводный рейтинг |
| Агрегатор       | Оценка          |
| --------------- | --------------- |
| GameRankings    | 86,10 %         |